# Francis Mackaya-Tchitembo
Francis Mackaya-Tchitembo (ur. 8 grudnia 1975) – piłkarz kongijski grający na pozycji pomocnika.

## Kariera klubowa
W swojej karierze piłkarskiej Mackaya-Tchitembo grał jedynie w niemieckim klubach takich jak: FC Erzgebirge Aue, VfL Herzlake, VfR Aalen, 1. FC Schweinfurt 05, SV Eckartsweier, Bahlinger SC, FV Gamhurst, Offenburger FV i TuS Greffern.

## Kariera reprezentacyjna
W reprezentacji Konga Mackaya-Tchitembo zadebiutował 24 października 1992 w przegranym 0:1 meczu eliminacji do MŚ 1994 z RPA, rozegranym w Johannesburgu. W 2000 roku został powołany do kadry na Puchar Narodów Afryki 2000. Na tym turnieju rozegrał jeden mecz, z Nigerią (0:0). Od 1992 do 2000 wystąpił w kadrze narodowej 6 razy.